# Zu Yi
Zu Yi (xinès: 祖乙, nascut Zi Teng (xinès: 子滕), va ser un Rei de la Xina de la Dinastia Shang.
En els Registres del Gran Historiador va ser llistat per Sima Qian com el tretzè rei Shang, succeint al seu pare He Dan Jia (xinès: 河亶甲). Va ser entronitzat l'any de Jisi (xinès: 己巳) amb Xiang (xinès: 相) com la seva capital.